# 模範邨
模範邨（英語：Model Housing Estate，又稱模範村）是一個擁有70年歷史的廉租屋邨，位於香港東區七姊妹，原先是香港四個資助房屋機構之一—香港模範屋宇會興建的廉租屋邨，於1952－54年落成，是全香港首三個發展的公共屋邨之一（另2個是由香港房屋協會興建的深水埗上李屋邨及香港房屋委員會的石硤尾邨），佔地逾9.62公頃。樓宇全是大約5至6層高的長型大樓，A至E五座各有一單位面向英皇道，每座約30個單位；F座單獨在靠山邊的位置，共有60個單位。它位於香港島七姊妹，香港殯儀館及渣華道與英皇道交界的南面，模範里的東邊，毗鄰港鐵鰂魚涌站C出口。

## 歷史
位於七姊妹英皇道770號的模範邨由香港模範屋宇委員會（Hong Kong Model Housing Society）興建及管理，該會是一個於1950年4月成立、並由香港政府及香港上海匯豐銀行資助的志願機構。該會的性質和香港房屋協會相似，是一個發展廉租屋給予工人階級的志願機構，興建一些水準較高而租金較低廉的單位。1950年香港模範屋宇委員會董事會主席為J·H·律敦治，CBE，副主席為華人富商周錫年，CBE，香港政府代理人為時任華民政務司的杜德（The Hon. R.R.Todd）和W.W.C.Shewan, A.R.B.I.A.，而匯豐代理人為A.S.Adamson和J.R.Jones, M.C.。
模範邨土地由政府以125萬港元撥交。在1952年至1956年間，該會先後建成了低座A至F座。當年模範邨建成時總計有七座，現存的僅有低座A、B、D、E及F座。建築費約$3,000,000港元，由匯豐銀行低息借出。
首兩幢大廈A及B座於1952年3月建成，並開放予合資格人士申請，並於5月1日開始入伙，時間上略早於房協上李屋邨（同年5月接受租住申請、8月全數建成並在9月開幕，1958年加建一座），第二期工程於1953年9月動工，整個屋邨要到1956年才全數完成，比後者更晚。

## 模範邨設計
模範邨單位內有起居室及梗房（固定房間）間隔、獨立的廚房、廁所連同淋浴設施和私用露台。模範邨內設有籃球場、花園、遊樂場等設施。設計該邨的建築師為周李氏建築師樓（Messrs. Chau & Lee）。

## 模範邨重建計劃
模範邨重建計劃是於1967年由周耀年建築師擬定，香港政府於1969年9月批准了第一期工程，並於1970年正式動工，同年香港模範屋宇委員會更公開接受市民申請新廈單位。

### 大廈設計
重建計劃共分四期進行，全部落成後共有6座住宅大廈，分別稱為1A、1B、2、3、4A及4B座，1A、1B及4A、4B座設計成T字型，並設有大廈服務設施，如升降機、樓梯、電錶房、垃圾房及空廊等（升降機牌子為英國通用電器-快而安牌），而2及3座則是沿英皇道微彎的長條型設計，饒具特色。各座大廈設計得連成一體。6座大廈共設有住宅單位716間、商鋪20間、2個有蓋遊樂場及1所幼稚園。現時只有1A、1B座及第2座按計劃落成，餘下一半3、4A、4B座則至今尚未動工興建。

### 第1期
第1期工程主要為在中央草坪位置建造20層高之1A座及21層高之1B座。1A座即現今C1座的01至06室，每層提供6P單位4間及9P單位2間，每層共有6個單位，全幢大廈能提供6P單位76間及9P單位38間，共114個住宅單位，能容納798人居住，地下設有4間商鋪及屋邨辦事處。
1B座即現今C1座的07至10室，每層提供9P單位4間，共提供80個9P單位，能容納720人居住，而第1期單位總數為194間，而其中110個用以安置A及B座住戶，餘下84個則編配給其他申請人，地下設有蓋遊樂場及公廁，工程於1973年完成。
1992年房署在C1座在05及10室旁大堂及空廊，加建了05A及10A室。

### 第2期
第2期工程原先擬定拆卸現有A及B座共110個單位，但是最後只拆卸現有A及B座1、2、3、9及10室共55個單位，以便建造20層高之第2座，即今日的C2座11至20室，原先計劃是5間9P單位，3間6P單位，後期修改為11，12及16室3間為9P單位，13-15及17-20室7間則為6P單位，能提供190個單位，能容納1,311人居住。
而第2期單位原先擬定把其中110間用作安置D及E座住戶，餘下80間則編配給其他申請人。但第2期工程在1979年建成後，負責編配單位的經理無故失踪，於同年11月房屋署遂正式接管模範邨，並繼續辦理新廈入伙手續，而C2座地下設有連居住單位的商鋪8間。

### 第3期
第3期工程原先擬定拆卸現有D及E座共110個單位，以便建造20層高之第3座，原先計劃是6間9P單位，3間6P單位，全幢大廈能提供6P單位76間及9P單位95間，能提供171個單位，而其中80個用以安置F座住戶，餘下91個則編配給其他申請人，能容納1,311人居住。
而第三期工程地下設有連居住單位的商鋪8間。

### 第4期
第4期工程原先擬定拆卸現有F座共80個單位，以便建造21層高之4A座及4B座，4A座每層提供4間9P單位，1間6P單位，每層共有5個單位，全幢大廈能提供6P單位20間及9P單位80間，共100個住宅單位，能容納840人居住，地下設有有蓋遊樂場。
4B座每層提供3間9P單位，1間6P單位，共80個住宅單位能容納660人居住，而第4期單位總數為180間，地下設有1所幼稚園。

### 模範邨重建計劃參考資料
- 地盤位置：英皇道762-774號
- 地盤面積：105,775平方呎（2.42公頃）
- 地盤覆蓋率：30.22%（31,960.255平方呎）
- 地積比率：6.14（總樓面面積649,661.14平方呎）
- 車位：90個（車位：住宅單位比例為1:8）
- 人口密度：每公頃2,354人，共5,697人

## 模範邨現況
模範邨佔用了一部份七姊妹道，成為屋邨內的私家路。模範邨有多個對外住客出入口，無大門不設防。只有在東邊的模範里出入口，設有外判停車場管理閘口及泊車收費處。
約1973年間，C座被拆除，同時A座和B座面向英皇道的部份單位也被拆除，重建為現在20層樓高，呈「T」型的C座（另外有一個劃分方法，當年C座原址上面重建的稱為C1座，而在A座和B座拆除後的土地上的稱為C2座，不過兩座其實是同一建築物）。可是當1979年C座（民康樓）落成時（其實只建成了一半），負責分配單位的一位經理無故失蹤，以致無法分配單位；之後於同年11月模範邨由香港政府接管，成為政府代管物業。
本來重建後的C座只得384個單位，後來在1993年8月，房委會在每層兩個本來預留作電梯大堂的位置加建05A室及10A室單位，扣除在110A室預留給屋邨互助委員會的一個單位後，共加了38個住宅單位。
據房屋署職員表示，模範邨土地及大廈業權仍然由香港模範屋宇委員會持有，但該會去向未明，而土地年期未到，加上房屋署只屬管業代理人角色，未經業主模範屋宇會同意之下無權把大廈收回重建，故此第三及四期重建工程至今一直擱置。

## 屋邨資料

### 樓宇
| 樓宇名稱（座號）              | 門牌號碼                              | 樓宇類型             | 落成年份                  | 層數 | 每層伙數 | 單位總數（伙） | 建築師                                                                |
| ----------------------------- | ------------------------------------- | -------------------- | ------------------------- | ---- | -------- | -------------- | --------------------------------------------------------------------- |
| 民順樓（A座） （英語：Man Shun House）      | 英皇道786、788及792號                 | 非標準型             | 1952年                    | 6    | 5        | 30             | 周李氏建築師樓（Messrs. Chau & Lee）、 周耀年建築師（模範邨重建計劃） |
| 民景樓（B座） （英語：Man King House）      | 英皇道776、778及782號                 | 非標準型             | 1952年                    | 6    | 5        | 30             | 周李氏建築師樓（Messrs. Chau & Lee）、 周耀年建築師（模範邨重建計劃） |
| 民康樓（C1及C2座） （英語：Man Hong House） | 英皇道762、764、766、 768、770及774號 | 舊長型（中央走廊式） | C1座: 1973年 C2座: 1979年 | 20   | 22       | 422            | 周李氏建築師樓（Messrs. Chau & Lee）、 周耀年建築師（模範邨重建計劃） |
| 民寧樓（D座） （英語：Man Ning House）      | 英皇道750/758號                       | 非標準型             | 1953年                    | 5    | 10       | 50             | 周李氏建築師樓（Messrs. Chau & Lee）、 周耀年建築師（模範邨重建計劃） |
| 民祥樓（E座） （英語：Man Cheung House）      | 英皇道740/748號                       | 非標準型             | 1953年                    | 6    | 10       | 60             | 周李氏建築師樓（Messrs. Chau & Lee）、 周耀年建築師（模範邨重建計劃） |
| 民樂樓（F座） （英語：Man Lok House）      | 英皇道796/802C號                      | 非標準型             | 1953年                    | 5    | 16       | 80             | 周李氏建築師樓（Messrs. Chau & Lee）、 周耀年建築師（模範邨重建計劃） |

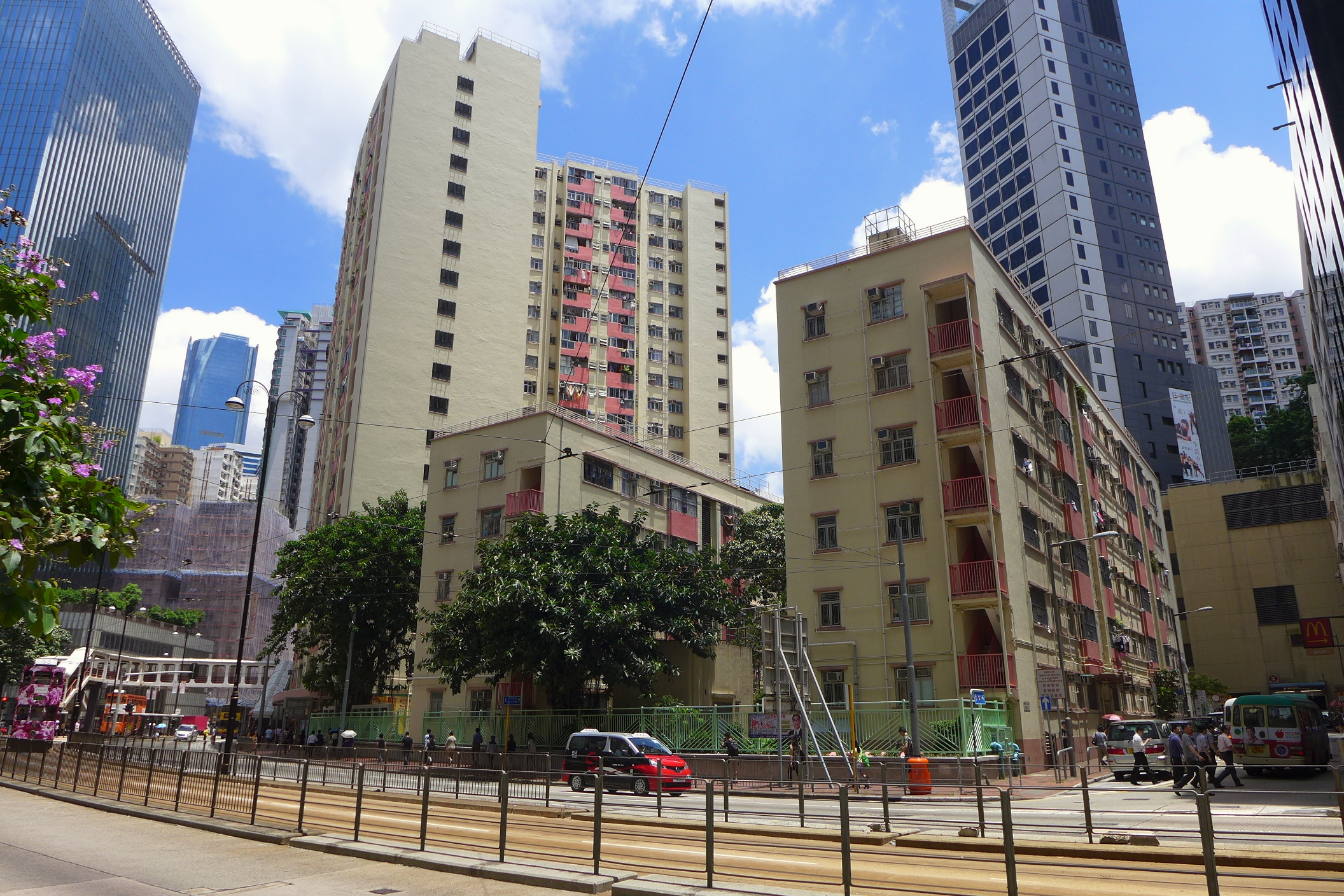
由英皇道方向望模範邨（2015年6月）
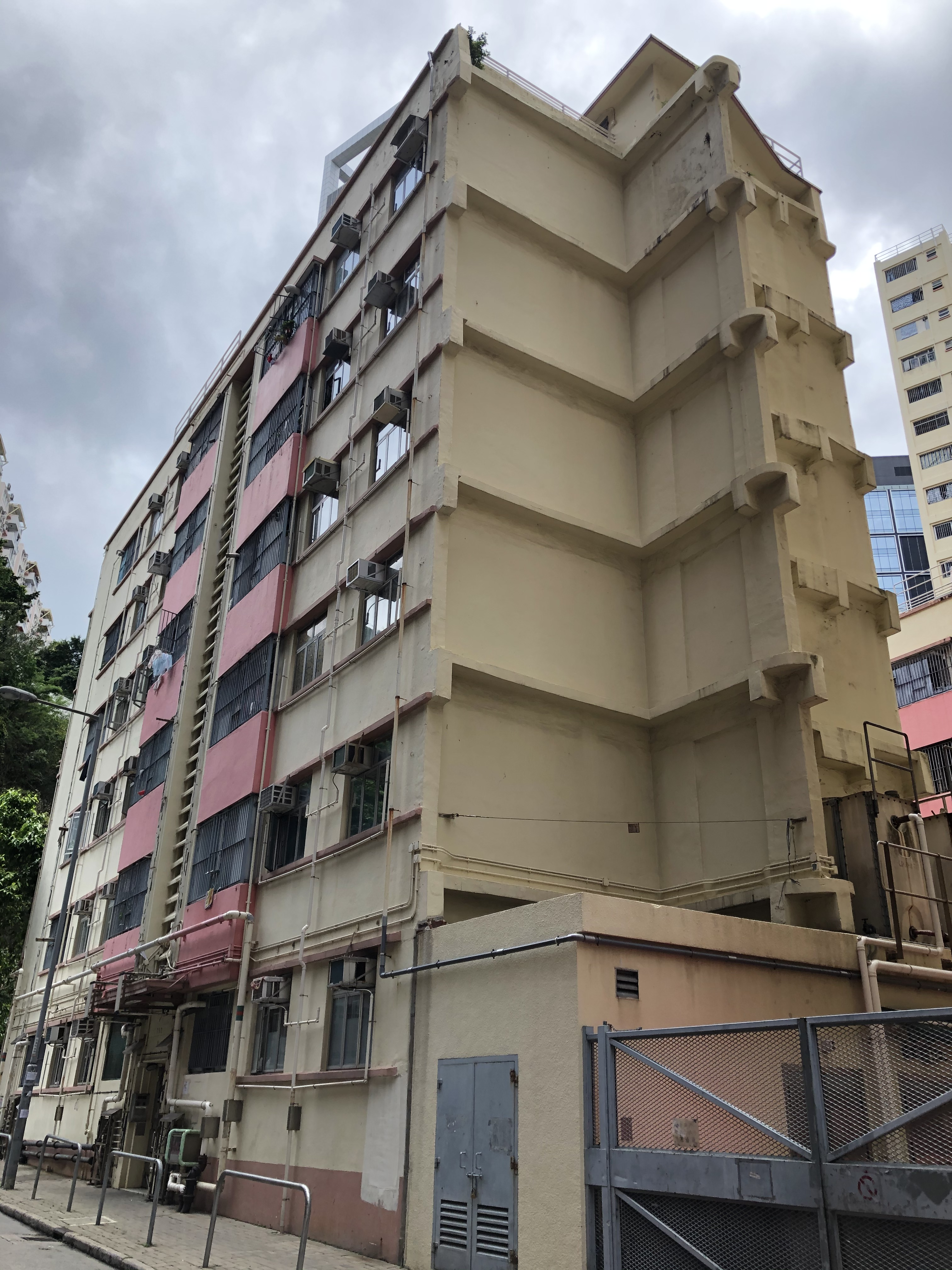
民順樓（A座）側面，可見因重建而被拆卸半座後的痕跡（2020年6月）
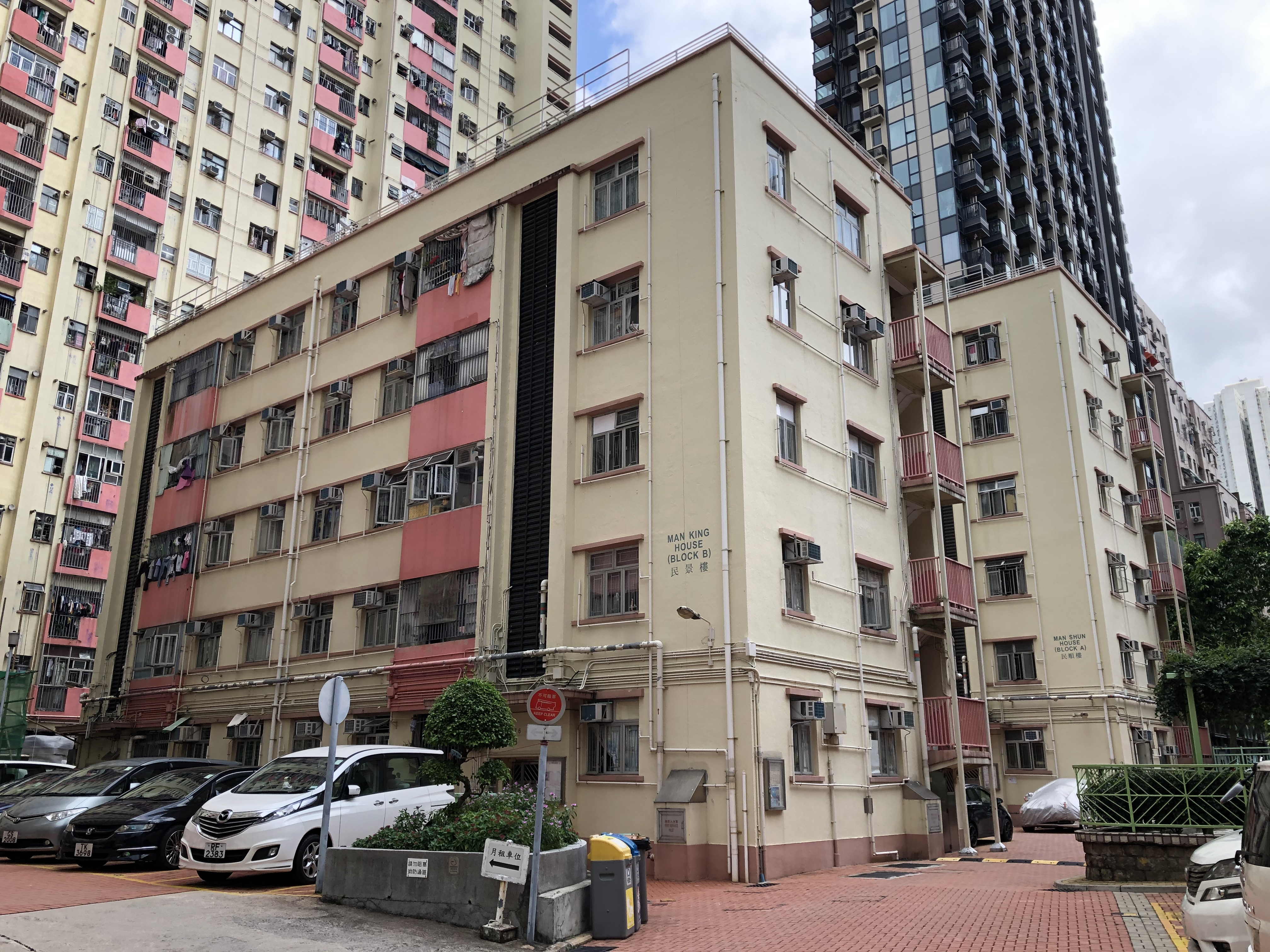
民順樓（A座）及民景樓（B座），是全香港首兩座落成的公屋大廈，現時各被拆剩半座（2020年6月）
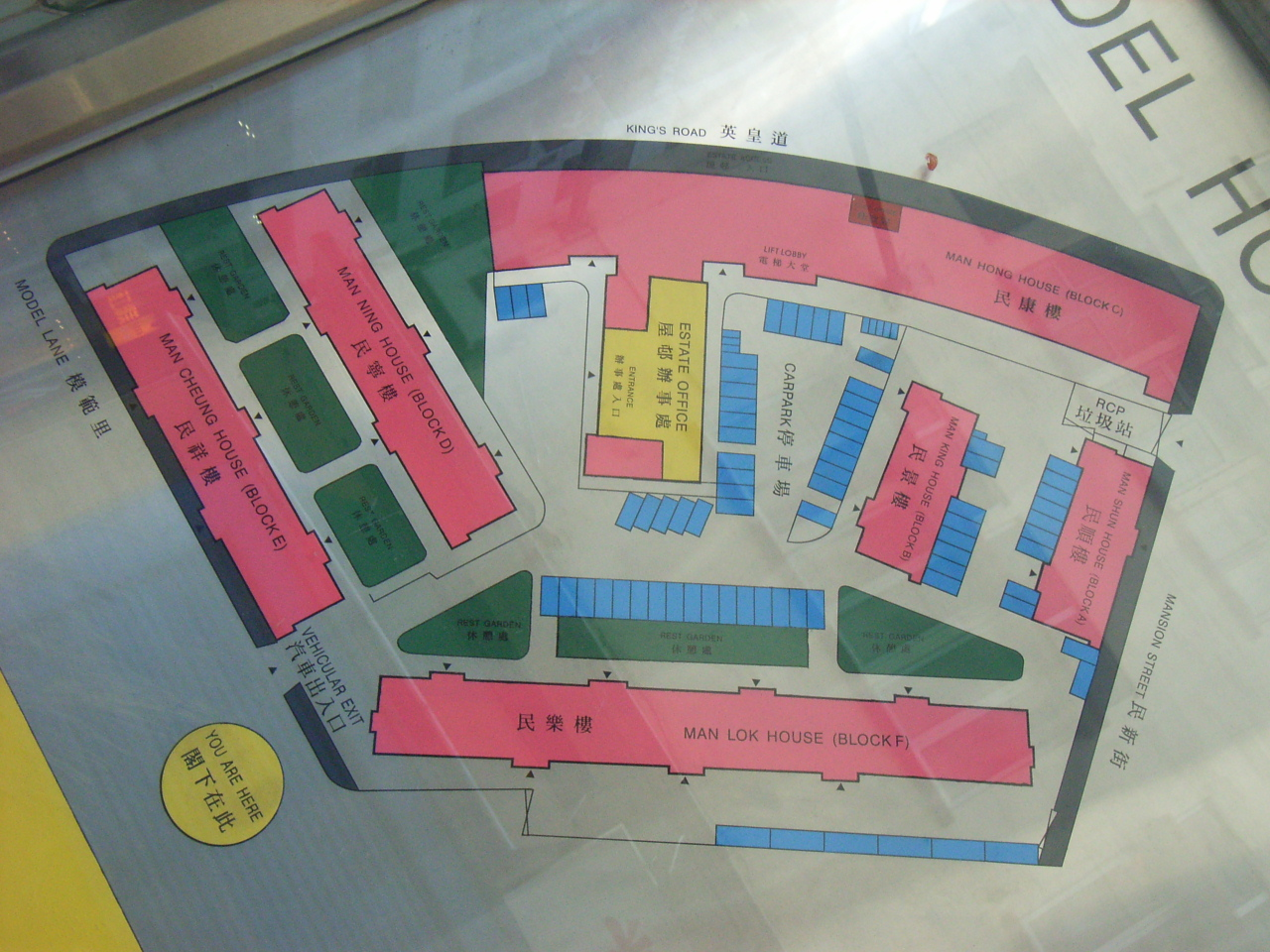
模範邨指示圖內可見及A至F座住宅大廈及停車場
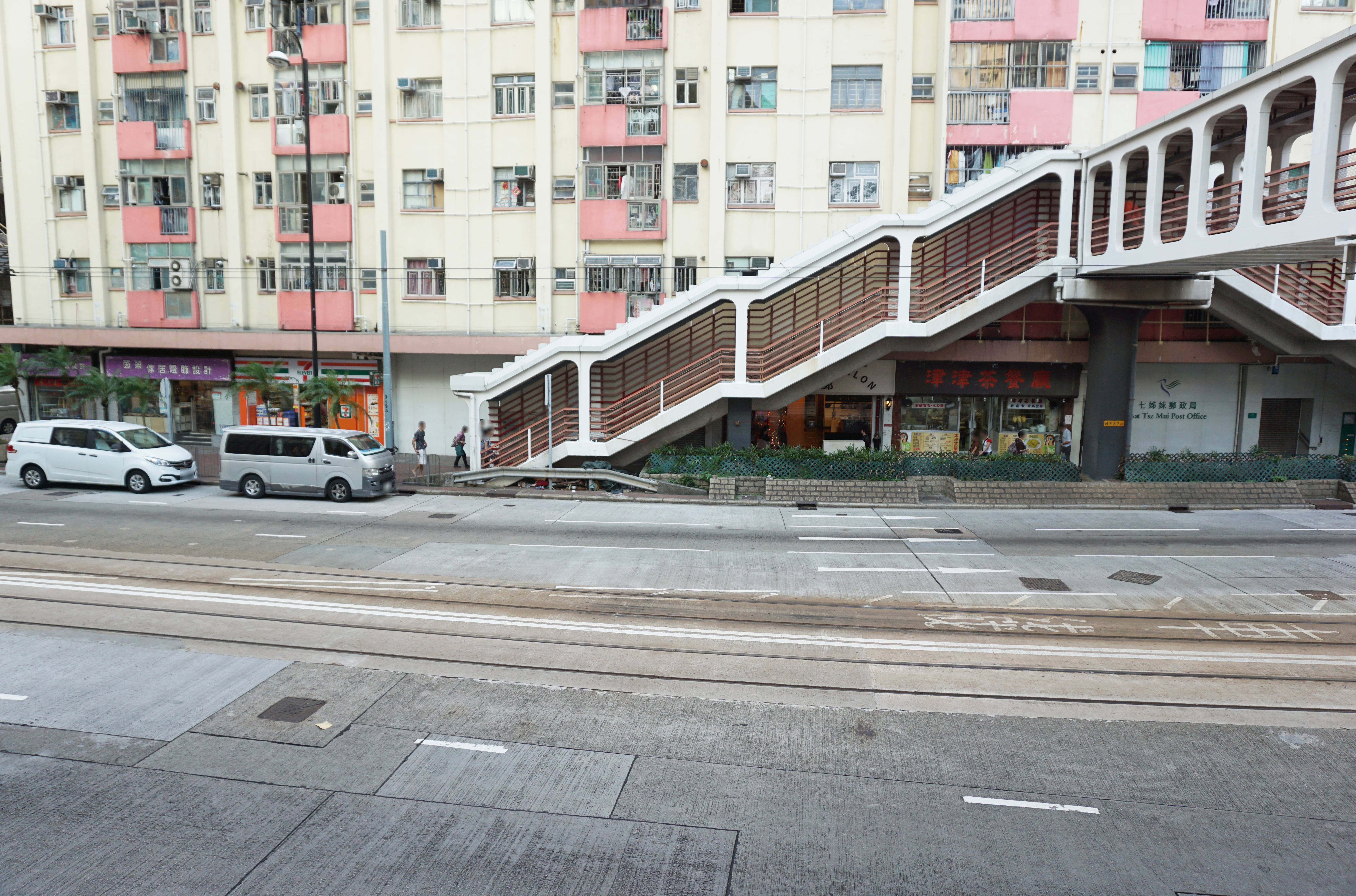
民康樓商店
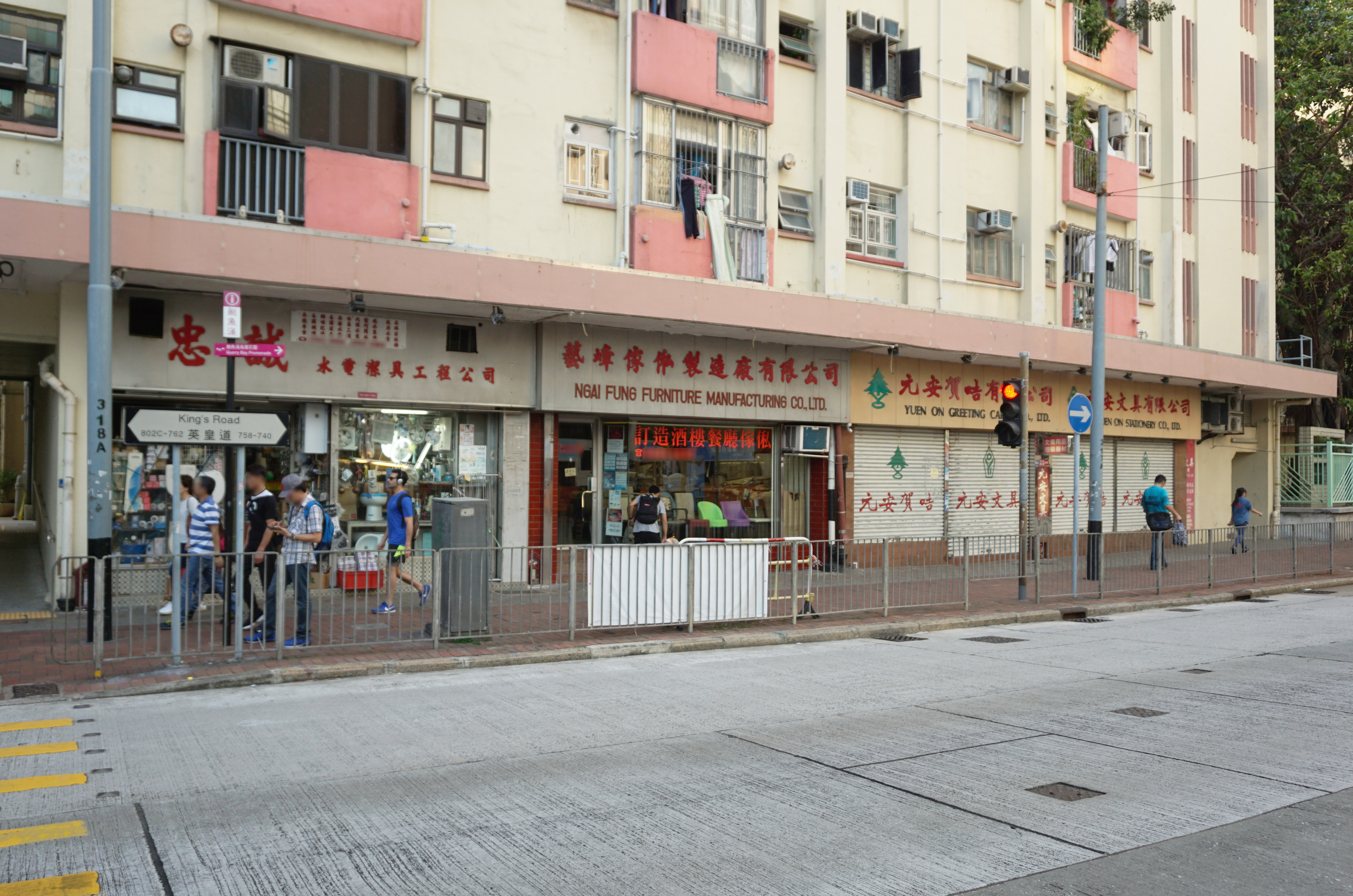
民康樓商店（2）

## 知名人士
- 譚詠麟：香港藝人[9]
- 陳淑莊：香港立法會前議員